# Bababé
Bababé este un oraș în Mauritania.